# سنجان فلاينج تايجرز
سنجان فلاينج تايجرز (بالصينية: 新疆天山农商银行飞虎) هو فريق كرة سلة صيني تأسس في سنة 1999 يقع في أورومتشي، سنجان. يلعب في الرابطة الصينية لكرة السلة.

## أبرز اللاعبين
- مينك بيتر
- كينيون مارتن
- باتي ميلز
- سيباستيان تيلفير